# Teresa de Bragança
D. Teresa de Bragança (Lisboa, 24 de fevereiro de 1696 - Lisboa, 16 de fevereiro de 1704), foi uma Infanta de Portugal, quinta filha do Rei Pedro II de Portugal e de Maria Sofia de Neuburgo.

## Biografia
Nasceu no Palácio Corte Real, à data designado por Paço da Corte Real, em Lisboa, a 24 de fevereiro de 1696. No dia do seu nascimento, o Rei foi congratulado com um beija-mão pelo sucesso do parto da Rainha, sendo cantado Te Deum no dia seguinte, na Capela Real do Paço da Ribeira, na presença do Núncio papal e dos Embaixadores e Ministros Estrangeiros. Foi baptizada a 25 de março com o nome de Teresa Maria Francisca Xavier Josefa Leonor de Bragança, pelo Capelão-mor e Arcebispo de Lisboa Luís de Sousa, na Capela Real, tendo por padrinhos Carlos II de Espanha e Leonor Madalena de Neuburgo, tia materna, sendo procurador de ambos Manoel de Semenat y de Lanuza, Marquês de Castel de los Rios, embaixador do rei espanhol. A infanta foi levada nos braços de Nuno Álvares Pereira de Melo, 1.º Duque de Cadaval, Conselheiro de Estado e Mordomo-mor da Rainha, debaixo de um rico pálio, como era costume.
A 31 de outubro de 1703, recebeu o sacramento da confirmação juntamente com a irmã Francisca Josefa de Bragança, no oratório do hoje extinto Palácio Real de Alcântara, sito na Quinta do mesmo nome, tendo por padrinho o padre Miguel Dias.
António Caetano de Sousa descreveu a infanta da seguinte forma: «Naõ contava a Infanta de idade oito annos, quando se observavaõ nella muitos de perfeiçaõ; porque a natureza com singular providencia a doutou de entendimento, o que se havia anticipado tanto aos annos, que servia de admiraçaõ, aos que a tratavaõ, ver em annos tenros taõ brilhante a discrição.»
Teria já o seu pai acordado com o Imperador Leopoldo I casar a filha com o arquiduque Carlos de Áustria, pretendente ao trono espanhol, facto que não se sucedeu devido à morte prematura desta. Adoeceu com sarampo, do qual convalesceu, tendo depois contraído varíola (à data designada por bexigas malignas), apresentando terríveis sintomas. Foi assistida pelas Marquesas de Unhão, Cascais e Nisa e pelas Condessas da Ponte e Vila Flor, não resistindo à progressão da doença.
Faleceu no Paço da Ribeira, em Lisboa, a 16 de fevereiro de 1704, a poucos dias de completar 8 anos de idade. Foi vestida com hábito de São Francisco, com palma coberta de flores, sendo sepultada no coro alto da Igreja de São Vicente de Fora. Foi posteriormente trasladada para o Panteão da Dinastia de Bragança, nas mesmas imediações, onde jaz em túmulo não identificado, desconhecendo-se o motivo deste lapso.